# Phoroncidia
Phoroncidia là một chi nhện trong họ Theridiidae.